# Доббінс (Каліфорнія)
Доббінс (англ. Dobbins) — переписна місцевість (CDP) в США, в окрузі Юба штату Каліфорнія. Населення — 551 особа (2020).

## Географія
Доббінс розташований за координатами 39°21′24″ пн. ш. 121°12′37″ зх. д. / 39.35667° пн. ш. 121.21028° зх. д. (39.356584, -121.210376).  За даними Бюро перепису населення США в 2010 році переписна місцевість мала площу 20,26 км², з яких 20,07 км² — суходіл та 0,19 км² — водойми.

### Клімат
| Клімат : Доббінс        | Клімат : Доббінс | Клімат : Доббінс | Клімат : Доббінс | Клімат : Доббінс | Клімат : Доббінс | Клімат : Доббінс | Клімат : Доббінс | Клімат : Доббінс | Клімат : Доббінс | Клімат : Доббінс | Клімат : Доббінс | Клімат : Доббінс | Клімат : Доббінс |
| Показник                | Січ.             | Лют.             | Бер.             | Квіт.            | Трав.            | Черв.            | Лип.             | Серп.            | Вер.             | Жовт.            | Лист.            | Груд.            | Рік              |
| Абсолютний максимум, °C | 25,6             | 27,8             | 30,0             | 31,7             | 38,9             | 40,0             | 43,9             | 43,3             | 41,1             | 38,9             | 28,3             | 28,9             | 43,9             |
| Середній максимум, °C   | 12,9             | 14,4             | 16,6             | 19,3             | 24,4             | 29,4             | 33,7             | 33,4             | 30,3             | 24,6             | 16,8             | 12,8             | 22,4             |
| Середній мінімум, °C    | 0,7              | 1,9              | 3,1              | 4,4              | 7,9              | 10,8             | 13,2             | 12,4             | 10,1             | 6,6              | 2,8              | 0,6              | 6,2              |
| Абсолютний мінімум, °C  | −8,3             | −9,4             | −6,1             | −4,4             | −1,1             | 1,1              | 5,6              | 5,0              | 1,7              | −5,6             | −7,2             | −14,4            | −14,4            |
| Норма опадів, мм        | 233              | 193              | 201              | 96               | 52               | 11               | 3                | 5                | 23               | 64               | 160              | 212              | 1253             |
| Днів з опадами          | 12               | 10               | 11               | 8                | 5                | 2                | 0                | 1                | 2                | 4                | 9                | 10               | 74,0             |
| ----------------------- | ---------------- | ---------------- | ---------------- | ---------------- | ---------------- | ---------------- | ---------------- | ---------------- | ---------------- | ---------------- | ---------------- | ---------------- | ---------------- |
| Джерело: WRCC           |                  |                  |                  |                  |                  |                  |                  |                  |                  |                  |                  |                  |                  |

## Демографія
Згідно з переписом 2010 року, у переписній місцевості мешкали 624 особи в 257 домогосподарствах у складі 150 родин. Густота населення становила 31 особа/км².  Було 319 помешкань (16/км²).
Расовий склад населення:
| - 82,9 % — білих - 8,3 % — корінних американців - 1,0 % — азіатів - 0,8 % — чорних або афроамериканців - 1,4 % — осіб інших рас |

До двох чи більше рас належало 5,6 %. Частка іспаномовних становила 4,5 % від усіх жителів.
За віковим діапазоном населення розподілялося таким чином: 21,2 % — особи молодші 18 років, 63,1 % — особи у віці 18—64 років, 15,7 % — особи у віці 65 років та старші. Медіана віку мешканця становила 47,8 року. На 100 осіб жіночої статі у переписній місцевості припадало 118,2 чоловіків;  на 100 жінок у віці від 18 років та старших — 111,2 чоловіків також старших 18 років.
За межею бідності перебувало 23,9 % осіб, у тому числі 19,7 % дітей у віці до 18 років та 0,0 % осіб у віці 65 років та старших.
Цивільне працевлаштоване населення становило 163 особи. Основні галузі зайнятості: будівництво — 28,2 %, науковці, спеціалісти, менеджери — 25,8 %, освіта, охорона здоров'я та соціальна допомога — 19,0 %.